# Walkes
Walkes ist ein Ortsteil von Geisa im Wartburgkreis in Thüringen.

## Lage
Walkes befindet sich am südlichsten Zipfel des Wartburgkreises und besitzt eine Flur, die einst unter strengsten Grenzmaßnahmen der DDR lag. Heute gehört sie zum Biosphärenreservat Rhön. Das Dorf ist von Wald und Bergen der Rhön umgeben. Über Kreisstraßen ist das Dorf an das Umland angeschlossen. Nachbarorte in Hessen sind Gotthards und Boxberg.

## Geschichte
Der Ort Walkes mit seinen heute 63 Einwohnern könnte am 21. Oktober 1336 seine urkundliche Ersterwähnung erfahren haben, im Dorf geht man jedoch vom Jahr 1627 aus.
Walkes zählte zu den Orten des Rockenstuhler Amtes und gehörte zum Herrschaftsgebiet des Klosters Fulda. Die benachbarte Herrschaft Tann bildete im 16. Jahrhundert ein Zentrum der Reformation. Die Glaubenskämpfe und sozialen Spannungen tobten auch im oberen Ulstertal um das Geisaer Ländchen, wobei die katholische Seite die Oberhand behielt. 1632 bis 1634 herrschte Wilhelm V. von Hessen-Kassel als Fürst von Buchen über das Reichsstift. Im Prager Frieden 1635 kam es zur Restitution des Reichsstifts. Unter Fürstabt Joachim von Gravenegg (1644–1671) wurden die zahlreichen Kriegsschäden im Fuldaer Gebiet behoben.
Schwere Verwüstungen und eine Entvölkerung ganzer Landstriche brachte der Dreißigjährige Krieg in diesem Teil der Rhön mit sich. Mit dem Reichsdeputationshauptschluss 1803 wurde auch das geistliche Fürstentum Fulda aufgelöst. Die fuldischen Besitzungen gingen zunächst an Friedrich Wilhelm von Oranien-Nassau, bis 1806 Napoleon I. die Provinz Fulda annektierte. 1810 wurde sie Teil des Großherzogtums Frankfurt. Auf dem Wiener Kongress 1815 wurde die Provinz aufgelöst und nach einer einjährigen preußischen Verwaltung gelangte das „Geisaer Ländchen“ an das Großherzogtum Sachsen-Weimar-Eisenach.
Das 1840 erschienene Staatshandbuch des Großherzogtums Sachsen-Weimar-Eisenach erwähnt zum Amtsdorf Walkes: eingepfarrt nach Geismar, 110 Einwohner und 13 Wohnhäuser, Ortsvorsteher ist Adam Röll, nahe zum Ort liegt der Seeleshof (932 Selchinahof). Kronfeld erwähnt in seiner 1879 publizierten Landeskunde: Walkes (mit Seeleshof), eingepfarrt nach Geismar, eingeschult nach Ketten. Walkes ist der südlichste Ort des Amtsbezirkes Geisa und hat 13 Wohnhäuser und 96 Einwohner, der Seeleshof weitere 2 Wohnhäuser mit 23 Einwohnern. Die Gesamtflur beträgt 306,2 ha, sie umfasst 166,5 ha Ackerland, 58,9 ha Wiesen, 72,0 ha Wald. Der Viehbestand: 18 Pferde, 141 Rinder, 130 Schafe, 11 Schweine, 7 Ziegen und 7 Bienenvölker.
Im Jahr 1955 lebten im Ort 98 Einwohner.
Nach der Wende wurden bereits wieder sieben Häuser neu gebaut. Im Ort gibt es zwei landwirtschaftliche Haupterwerbsbetriebe, die den dörflichen Charakter weiter prägen. Zu den Sehenswürdigkeiten des Ortes gehört eine Mariengrotte als Andachtsort – diese wurde auf Initiative der Familie Henkel aus Walkes dort errichtet, rings um den Ort markieren weitere Bildstöcke und Flurkreuze von der Gemeinde geachtete Andachtsplätze in diesem Teil des katholisch gebliebenen „Geisaer Ländchen“.
Ein privat finanzierter Gedenkstein erinnert an die 1964 dem Erdboden gleichgemachten Gehöfte in der Flur Seeleshof. Vom 25. März 1994 bis 31. Dezember 2008 bildeten Geismar, Ketten, Spahl, Walkes, Reinhards und Apfelbach die Gemeinde Rockenstuhl.

### Naturdenkmale
Die zwei markanten Rotbuchen, die auf dem Höhenzug an der Straße in Richtung Boxberg die Landschaft prägen, wurden 1994 als Naturdenkmal ausgewiesen.